# Quai de l'Allier
Le quai de l'Allier est un quai situé le long du canal Saint-Denis, à Paris, dans le 19e arrondissement.

## Origine du nom
Il est nommé d'après l'Allier, une rivière du centre de la France et un affluent de la Loire.

## Historique
Cette partie de l'ancien « chemin latéral au canal Saint-Denis », située initialement sur le territoire d'Aubervilliers, fut rattachée à Paris en 1930 et prit son nom actuel en 1936.